# Posoqueria panamensis
Posoqueria panamensis là một loài thực vật có hoa trong họ Thiến thảo. Loài này được (Walp. & Duchass.) Walp. miêu tả khoa học đầu tiên năm 1852.